# Medicina física e de reabilitação
A medicina física e de reabilitação (MFR) ou fisiatria é uma especialidade médica que se ocupa do diagnóstico e terapêutica de diferentes entidades tais como as subsequentes a patologias traumática, a lesões do sistema nervoso central e periférico, orto-traumatológicas, cardio-respiratórias, reumatológicas, vasculares periféricas, pediátricas entre outras. A Medicina Física e de Reabilitação aplica diferentes estratégias terapêuticas que vão prevenir ou reduzir as múltiplas consequências clínicas das doenças agudas e crónicas, no âmbito das deficiências das incapacidades e das desvantagens.
A MFR é uma especialidade médica autónoma, cujo objectivo reside na promoção da função física e cognitiva, da actividade (incluindo os comportamentos), da participação (incluindo a qualidade de vida) e na modificação dos factores pessoais e ambientais. É responsável pela prevenção, diagnóstico, tratamentos e organização do programa de Reabilitação dos indivíduos com patologias médicas incapacitantes e co-morbilidades em todos os grupos etários (in Livro Branco de MFR).

## Histórico
A Medicina Física e Reabilitação é uma área da medicina relativamente nova, porém, com um longo histórico. A Fisiatria moderna surgiu principalmente após a Segunda Guerra Mundial, devido ao grande número de soldados que retornavam das batalhas com complicações, amputações e outras lesões físicas graves. Não havia até o momento uma especialidade médica para cuidar destes pacientes.

## Médico Fisiatra
O Médico Fisiatra cuida de todos os aspectos do tratamento, desde a prevenção de complicações inerentes às diversas patologias que o atingem, ao tratamento das porventura já existentes, à minimização e recuperação das sequelas supervenientes, levando o paciente ao estado de melhor funcionalidade possível, visando sua independência de terceiros para as atividades diárias e qualidade de vida.  Esta atuação se dá tanto no aspecto clínico quanto no emocional do paciente. Trata-se de um grande campo de atuação do médico que exige dele conhecimento vasto acerca do ser humano, de suas doenças e das repercussões destas doenças e outras mazelas em seu organismo.
O Médico Fisiatra trabalha também como integrante de equipas multiprofissionais de reabilitação juntamente com enfermeiros, terapeutas ocupacionais, bacharéis em saúde, fisioterapeutas, profissionais da educação física, fonoaudiólogos e psicólogos, geralmente como coordenador de todo o processo de reabilitação integrando as várias áreas.
Os Médicos Fisiatras,

- Recuperam a máxima função possível, perdida por causa de acidente, doença ou situação incapacitante, como por exemplo o envelhecimento,
- Tratam a pessoa como um todo, não como um problema local;
- São especialistas no diagnóstico e tratamento da dor aguda ou crónica;
- Lideram uma equipe multiprofissional de Reabilitação;
- Fornecem tratamentos médicos, sem recurso à cirurgia;
- Explicam o problema médico e o plano de tratamento;
- Actuam não só no tratamento como na prevenção.

Tratam uma grande variedade de patologias e situações, como por exemplo:

- Dor, aguda e crónica;
- Doenças músculo-esqueléticas, como cervicalgia, lombalgia, escoliose, tendinites, fibromialgia ou nevralgias;
- Osteoporose e fracturas;
- Espasticidade;
- Traumatismos cranioencefálicos;
- Lesões Vértebro-Medulares, com paraplegia ou tetraplegia;
- Acidente Vascular Cerebral, com hemiplegia, alterações da deglutição, e outras alterações da fala, sensoriais e cognitivas;
- Incontinência masculina e feminina;
- Outras patologias neurológicas, como Esclerose Múltipla, Sequelas de poliomielite, esclerose lateral, Parkinson...);
- Cifoses, escolioses e alterações da postura e alinhamento axial;
- Amputações e malformações congénitas;
- Patologias do desenvolvimento;
- Patologias da linguagem e da comunicação;
- Doenças respiratórias e cardíacas.